# Larissa Erthal
Larissa Erthal Gomes (Rio de Janeiro, 6 de Outubro de 1983) é uma jornalista e apresentadora brasileira. É torcedora da Portuguesa da Ilha.

## Carreira
Larissa é sobrinha do ator Eduardo Galvão. quando criança ela sonhava seguir os passos do tio e fez teatro na escola O Tablado, estudou cinema na Universidade Estácio de Sá, e se tornando atriz de formação, Começou na televisão sendo auxiliar de palco no Gente Inocente da Rede Globo, em 2002, e depois atuou em outras produções da emissora como Sítio do Picapau Amarelo, Começar de Novo e América.
Graduada em jornalismo pela Pontifícia Universidade Católica do Rio de Janeiro (PUC-Rio), após a conclusão desse curso, Larissa passou um tempo morando nos Estados Unidos. Incentivada pelo pai, Larissa passou a olhar com mais foco a carreira jornalística e recebeu um convite para seguir a carreira em 2007 como repórter do Caderno de Esportes, no canal esportivo Esporte Interativo BR. Em 2014, assinou com a Band e estreou no comando da edição carioca do Jogo Aberto. No mesmo ano, se tornou apresentadora do Terceiro Tempo, onde permaneceu até 2017, do Band Esporte Clube e colunista de esportes do Jornal do Rio. Em 2014 também realizou a cobertura da Copa do Mundo. Também apresentou as rodadas da UEFA Champions League e participações nas coberturas dos Jogos Olímpicos do Rio, na Eurocopa em 2016 e na Copa das Confederações em 2017. Em 2018 se tornou apresentadora da revista eletrônica Vídeo News, seu primeiro trabalho não - esportivo.. No mesmo ano, após a saída do programa, voltou a atuar exclusivamente no esporte e passou a apresentar o Show do Esporte e o bloco de esportes do Café com Jornal. Em 2019, voltou a estar no Terceiro Tempo com a reestreia do programa. Ela ficou até agosto de 2020, quando entrou em licença devido a gravidez de seu primeiro filho. Depois disso, nunca mais voltou ao programa e a emissora. Em outubro de 2023, Larissa é contratada pela RecordTV Rio pra atuar na reportagem da emissora, sendo demitida em novembro de 2024.
Fez também ensaios sensuais para as revistas Mensch e Status.

## Filmografia

### Televisão
| Ano             | Título              | Cargo         | Notas             | Emissora           |
| --------------- | ------------------- | ------------- | ----------------- | ------------------ |
| 2007–11         | Caderno de Esportes | Repórter      |                   | Esporte Interativo |
| 2014-15         | Jogo Aberto Rio     | Apresentadora |                   | Band Rio           |
| 2014–17 2019–20 | Terceiro Tempo      | Apresentadora |                   | Rede Bandeirantes  |
| 2014–18         | Jornal do Rio       | Colunista     | Bloco de esportes | Band Rio           |
| 2014–18         | Band Esporte Clube  | Apresentadora |                   | Rede Bandeirantes  |
| 2018            | Vídeo News          | Apresentadora |                   | Rede Bandeirantes  |
| 2018            | Show do Esporte     | Apresentadora |                   | Rede Bandeirantes  |
| 2018–20         | Café com Jornal     | Colunista     | Bloco de esportes | Rede Bandeirantes  |
| 2023-atual      | Balanço Geral RJ    | Colunista     | Bloco de esportes | Record Rio         |